# غضف
الغَضَفُ نبات من الفصيلة النخلية (الاسم العلمي: Nannorrhops ritchiana) وهو النوع الوحيد من جنسه المسمى باسمه (باللاتينية: Nannorrhops) وهو نباتٌ قزمٌ بريٌ. وينمو في الجزيرة العربية (من اليمن وجبال الطائف إلى عُمان إلى الكويت وصولاً إلى وادي الغضف في الأردن) وبقية جنوب غرب آسيا (في إيران، والباكستان، وأفغانستان، حتى شمال غرب الهند). ينمو في السهول وحتى في مرتفعات أقصاها 1600م. يمكن أن ينمو جذعها ليصل قطره إلى 30 سم (1 قدم) كما الحديقة النباتية في روما في إيطاليا، لكنه في البيئات المحلية يتم تقليمه للاستفادة منه وقلما ينمو لذلك الحجم.

## التسميات المحليّة
يعرف بالفصحى وبلهجات شمال الجزيرة بالغضف، بينما يعرف في جنوبها بالشطب والعصف وعند البعض بالسعف، ويستخدم سعفه في عُمان والإمارات بصناعة الحصير والسلال وأوانِ منزلية.

## الوصف
الغضفُ شبيه النخيل، معمر، كثير السعف والفروع النابتة من جذع قزم (ارتفاع الشجيرة من متر إلى مترين (3-7 قدم). تمتاز بكون أوراقها مروحيّة، كأوراق نخلة واشنطونيا، وأوراقه طويلة وملساء طولها بين 12سم إلى 30 سم. فروع النبتة أحادية الإزهار، أي تموت بعد أن تمثر ويعاود الجذع إلى النمو بالعام التالي. تزهر بأزهار ذكرية وأنثوية تنمو على رأس فروعها. وثمارها أحادية البذور شكلها بيضاوي لا تستساغ.
والغضف نبات متكيف بشكل ممتاز للبيئات المختلفة، فهو يتحمل الشتاء القارص بدرجة (-12 درجة مؤية) وينمو بالصف الحار جداً، وينمو بشكلٍ طبيعي في مختلف أنواع التربة من الجيدة إلى المالحة فالجافة. وينمو عادة في الوديان والقيعان وإن كان يوجد كذلك في المرتفعات الجبلية.

## استخداماته
كان سعف الغضف يستخدم في الجزيرة العربية، وخصوصاً عُمان والإمارات، بنفس استخدامات سعف النخيل، كصناعة المواد المنزلية كالحصر وماشابه وهو استخدام عتيق لذكره بمعجم لسان العرب وذكر مؤلفه بأنه من كالنخيل ومنه بالهند، ويذكر الكاتبان جيبونز وسبانر بأن سعف الغَضَف يستخدم في الباكستان لإنتاج السلال والحبال.
طبياً، كان له استخدامات علاجية في الطب العربي، أي الشعبي، وتوجد دراسة حديثة استدلت على خواص خلاصته العلاجية كمضادات للفطريات
تم تدجينه كنبات للزينة في جنوب أوروبا وشمال أميركا لصغر حجمه وتحمله لتقلبات المناخ 